# Bahnstrecke Lidköping–Forshem
| Kursbuchstrecke: | Ki. L. J.                                  |                                                |                                                |
| Streckenlänge: | 29 km                                      |                                                |                                                |
| Spurweite: | 891 mm, ab 1954 1435 mm                    |                                                |                                                |
| Streckengeschwindigkeit: | Bandel 552: (Gårdsjö)–(Håkantorp) 100 km/h |                                                |                                                |
| |                                            |                                                |                                                |
| \| \| \| Bahnstrecke Mariestad–Gössäter von Mariestad \| \| \| \| 63,774 \| Forshem[2] \| Forshem[2] \| \| \| \| Bahnstrecke Mariestad–Gössäter nach Gössäter \| \| \| \| \| nach Hönsäters hamn \| \| \| \| \| Bahnstrecke Skara–Hönsäters hamn[3] nach Gössäter \| \| \| \| 67,510 \| Hällekis (ehem. Bahnhof)[2] \| Hällekis (ehem. Bahnhof)[2] \| \| \| 70,1 \| Hällekis egendom \| Hällekis egendom \| \| \| 71,620 \| Råbäck (ehem. Bahnhof)[2] \| Råbäck (ehem. Bahnhof)[2] \| \| \| 74,087 \| Trolmen \| Trolmen \| \| \| 75,6 \| Hjälmsäter \| Hjälmsäter \| \| \| 80,399 \| Blomberg (ehem. Bahnhof)[2] \| Blomberg (ehem. Bahnhof)[2] \| \| \| \| Anst. Järneklev \| \| \| \| \| Bahnstrecke Källby–Kinne-Kleva von Kinne-Kleva \| \| \| \| 83,974 \| Källby (ehem. Bahnhof)[2] \| Källby (ehem. Bahnhof)[2] \| \| \| 86,4 \| Svanvik \| Svanvik \| \| \| 87,1 \| Truve \| Truve \| \| \| 88,000 \| Filsbäck \| Filsbäck \| \| \| \| Lidköping-Skara-Stenstorps Järnväg von Skara \| \| \| \| 27,9 \| Lidköping \| Lidköping \| \| \| \| Lidan \| \| \| \| \| Bahnstrecke Håkantorp–Lidköping nach Håkantorp \| \| \| \| \| \| \| \| Quellen: [4] \| \| \| \| |                                            |                                                |                                                |
| Strecke |                                            | Bahnstrecke Mariestad–Gössäter von Mariestad   | Bahnstrecke Mariestad–Gössäter von Mariestad   |
| Bahnhof | 63,774                                     | Forshem                                        | Forshem                                        |
| Abzweig geradeaus und ehemals nach links |                                            | Bahnstrecke Mariestad–Gössäter nach Gössäter   | Bahnstrecke Mariestad–Gössäter nach Gössäter   |
| Abzweig geradeaus und ehemals nach rechts |                                            | nach Hönsäters hamn                            | nach Hönsäters hamn                            |
| Kreuzung (Querstrecke außer Betrieb) |                                            | Bahnstrecke Skara–Hönsäters hamn nach Gössäter | Bahnstrecke Skara–Hönsäters hamn nach Gössäter |
| Haltepunkt / Haltestelle | 67,510                                     | Hällekis (ehem. Bahnhof)                       | Hällekis (ehem. Bahnhof)                       |
| ehemaliger Haltepunkt / Haltestelle | 70,1                                       | Hällekis egendom                               | Hällekis egendom                               |
| Haltepunkt / Haltestelle | 71,620                                     | Råbäck (ehem. Bahnhof)                         | Råbäck (ehem. Bahnhof)                         |
| Haltepunkt / Haltestelle | 74,087                                     | Trolmen                                        | Trolmen                                        |
| ehemaliger Haltepunkt / Haltestelle | 75,6                                       | Hjälmsäter                                     | Hjälmsäter                                     |
| Haltepunkt / Haltestelle | 80,399                                     | Blomberg (ehem. Bahnhof)                       | Blomberg (ehem. Bahnhof)                       |
| Abzweig geradeaus und ehemals nach links |                                            | Anst. Järneklev                                | Anst. Järneklev                                |
| Abzweig geradeaus und ehemals von links |                                            | Bahnstrecke Källby–Kinne-Kleva von Kinne-Kleva | Bahnstrecke Källby–Kinne-Kleva von Kinne-Kleva |
| Haltepunkt / Haltestelle | 83,974                                     | Källby (ehem. Bahnhof)                         | Källby (ehem. Bahnhof)                         |
| ehemalige Blockstelle | 86,4                                       | Svanvik                                        | Svanvik                                        |
| ehemaliger Haltepunkt / Haltestelle | 87,1                                       | Truve                                          | Truve                                          |
| Haltepunkt / Haltestelle | 88,000                                     | Filsbäck                                       | Filsbäck                                       |
| Abzweig geradeaus und ehemals von links |                                            | Lidköping-Skara-Stenstorps Järnväg von Skara   | Lidköping-Skara-Stenstorps Järnväg von Skara   |
| Bahnhof | 27,9                                       | Lidköping                                      | Lidköping                                      |
| Brücke über Wasserlauf |                                            | Lidan                                          | Lidan                                          |
| Strecke |                                            | Bahnstrecke Håkantorp–Lidköping nach Håkantorp | Bahnstrecke Håkantorp–Lidköping nach Håkantorp |
| |                                            |                                                |                                                |
| Quellen: |                                            |                                                |                                                |

Die Bahnstrecke Lidköping–Forshem (schwedisch Kinnekulle–Lidköpings järnväg (Ki. L. J.)) war eine 1897/1898 in Betrieb genommene schmalspurige Eisenbahnstrecke zwischen Lidköping und Forshem in Skaraborgs län in Schweden.
Sie ist ein Teil der Bahnstrecke Gårdsjö–Håkantorp in Västergötland, die seit der Namensreform der schwedischen Bahnstrecken durch Banverket 1990 Kinnekullebanan genannt wird.

## Kinnekulle–Lidköpings järnvägsaktiebolag
Die Kinnekulle–Lidköpings järnvägsaktiebolag erbaute die in der Spurweite von 891 mm ausgeführte, 29 Kilometer lange Kinnekulle–Lidköpings järnväg in den Jahren 1897/1898. Sie führt von Forshem, wo sie an die  Mariestad–Kinnekulle järnväg anschloss, über Hällekis und Råbäck dem Vänern entlang und zwischen dem See und dem Berg Kinnekulle nach Lidköping. Dort wiederum hatte die Strecke Verbindung mit Lidköping–Skara–Stenstorps järnväg und Lidköping–Håkantorps järnväg. Zwischen Forshem und Hällekis überquerte sie Västergötland–Göteborgs järnväg.
Freiherr Carl Klingspor, Inhaber des Schlosses von Råbäck, war einer der Initiatoren für die Gründung der Aktiengesellschaft.
Der Streckenabschnitt Hällekis–Lidköping wurde am 20. Dezember 1897 und der Streckenabschnitt Forshem–Hällekis am 8. Dezember 1898 seiner Bestimmung übergeben. In der Zwischenzeit mussten die Fahrgäste nach Hönsäters hamn laufen und von dort mit der Skara-Kinnekulle-Vänerns Järnväg (SKWJ) nach Gössäter fahren, wo sie mit Mariestad-Kinnekulle Järnväg Anschluss über Forshem nach Mariestad hatten.
Insgesamt wurden folgende Dampflokomotiven beschafft:
| Nummer | Name                    | Bauart    | Achsfolge | Hersteller                                     | Fabr.-Nr./ Baujahr | Besonderes                                                                         |
| ------ | ----------------------- | --------- | --------- | ---------------------------------------------- | ------------------ | ---------------------------------------------------------------------------------- |
| 1      | RÅBÄCK                  | Tenderlok | C t       | Kristinehamns Mekaniska Verkstad, Kristinehamn | 57 1897            | 1943 an Lidköpings Järnvägar, LJ Nr. 1, 1948 an SJ, SJ K4p 3122, 1952 verschrottet |
| 2      | BLOMBERG                | Tenderlok | C t       | Kristinehamns Mekaniska Verkstad, Kristinehamn | 58 1897            | 1943 an Lidköpings Järnvägar, LJ Nr. 2, 1948 an SJ, SJ K4p 3123, 1951 verschrottet |
| 3      | FRIHERRE CARL KLINGSPOR | Tenderlok | 1 C t     | Nydqvist och Holm, Trollhättan                 | 719 1903           | 1943 an Lidköpings Järnvägar, LJ Nr. 3, 1948 an SJ, SJ S8p 3101, 1955 verschrottet |

Die Rechnung vom 31. Dezember 1909 führte Baukosten in Höhe von 849.935 Kronen auf. Das Rollmaterial wurde mit 190.900 Kronen verbucht, das Aktienkapital betrug 419.500 Kronen. Sitz der Aktiengesellschaft war Lidköping.
Lidköping-Håkantorps Järnväg (HLJ) war seit 1902 im Besitz der Stadt Linköping. Diese sowie die Ki. L. J. wurden ab 1912 von dem neu gegründeten Konsortium Lidköpings järnvägar verwaltet.

## Industriebahnen
In der Region waren zahlreiche Kalksandsteinbrüche und Zementwerke vorhanden. Diese unterhielten umfangreiche Inselnetze von Industriebahnen unterschiedlicher Spurweite, wie zum Beispiel die Strecke von den Steinbrüchen in Hällekis und Hönsäter zur Zementfabrik am Hafen in Hönsäter oder vom Steinbruch Trolmen zum dortigen Bahnhof und zum Hafen von Råbäck.

## Verstaatlichung
Die Strecke wurde 1948 im Rahmen der allgemeinen Eisenbahnverstaatlichung wie andere Schmalspurstrecken in Skaraborgs län von Statens Järnvägar übernommen. Sie wurde in deren Netz und Organisation integriert. Zwischen Lidköping und Forshem erfolgte die Eröffnung der auf Normalspur umgebauten Strecke am 20. Mai 1954. Am gleichen Termin erfolgte der normalspurige Anschluss des Hafens in Hönsäter, die bisherige schmalspurige Verbindung der Skara-Kinnekulle-Vänerns Järnväg von Gössäter zum Hafen Hönsäter wurde stillgelegt und 1955 abgebaut.